# 17283 Ustinov
17283 Ustinov è un asteroide della fascia principale. Scoperto nel 2000, presenta un'orbita caratterizzata da un semiasse maggiore pari a 3,1928203 UA e da un'eccentricità di 0,0775269, inclinata di 22,33959° rispetto all'eclittica.
È dedicato all'attore inglese Peter Ustinov.